# Волочії

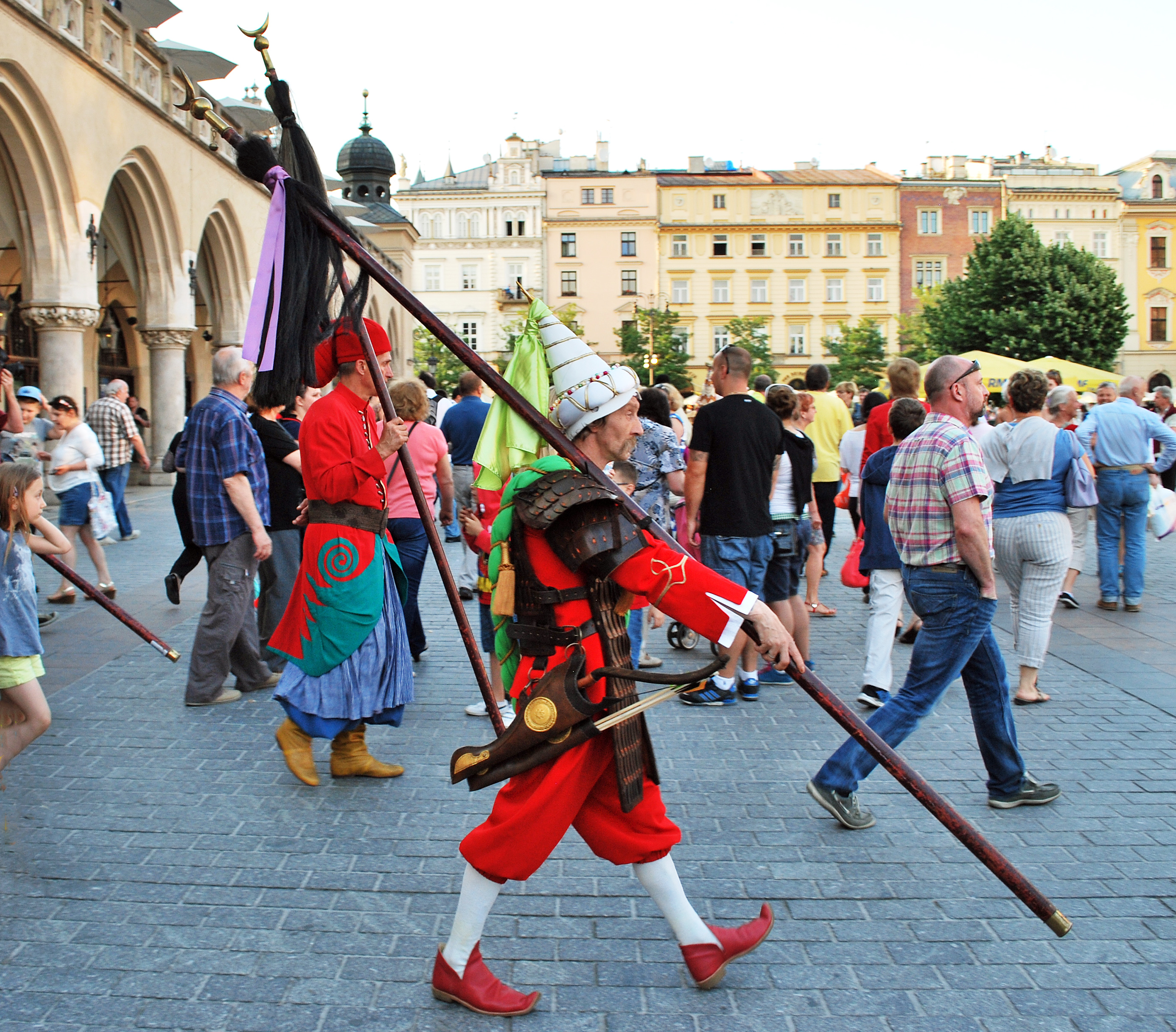
Волочії на Площі Ринок в Кракові. Парад Лайконіка 2015

Волочії - пол. Włóczkowie (лат. Defuitatores lignorum) — середньовічні плисаки, які займалися сплавом лісу по річці Віслі. Головна резиденція знаходилась в підкраківському селі Звежинець.
Як професійна група волочії з'явилися в 14 столітті, а перші згадки про краківських плисаків походять з 1363 року документів часів короля Казимира Великого. У 15-16 — століттях, волочії створили власне професійне товариство, а в 16 столітті вже мали свою печатку та статут. Перший відомий статут краківських волочіїв походить з 1624 року; інший, який діяв до кінця Речі Посполитої, датується 1633 роком. Тиж же роком датується привілей короля Владислава IV, який підтверджував право сплавляти волочіям деревину річкою.
Емблемою волочіїв був коронований орел, який тримав в одній лапі сокиру, а в нішій багра (за іншими даними, на емблемі був орел розміщений над схрещеними веслами). Місцем проживання і резиденцією волочіїв була територія між правим берегом річки Рудави та річки Вісла (Звежинець). Товариство волочіїв не було гільдією, оскільки воно діяло поза межами муніципальної комуни, і не підпорядковувалося її владі. А було підлеглим безпосередньо великорадцю на Вавелі. Сплав деревини був надзвичайно важливим для життєдіяльності соляних шахт у Величці та Бохні, тому він і знаходився в виключній владі монарха. Так волочії мали монополію на сплав деревини аж до королівських садів (сьогодні: район Дембницького мосту в Кракові).
Згідно з легендою, саме волочії зі Звежинця захищали Краків від татар під час їх вторгнення в 1287 році. Для того щоб не вести бойові дії вночі, татари вирішили зупинитися в хащах над річкою Вісла біля села Звежинець, і вже наступного дня напасти і пограбувати місто легендарного Крака. Після того, як вони поснули, волочії, які жили недалеко озброїлися важкими веслами та багнами і напали на сплячих кочовиків. На згадку саме про цю подію в народі досі проводиться гуляння під назвою «Похід Лайконіка».
Назва «волочії» походить від «волочіння» деревини; це місцева назва характерна тільки для малопольщі. Сьогодні на честь волочіїв названо одну з вулиць у краківському районі Звежинець.